# Robert B. Reich

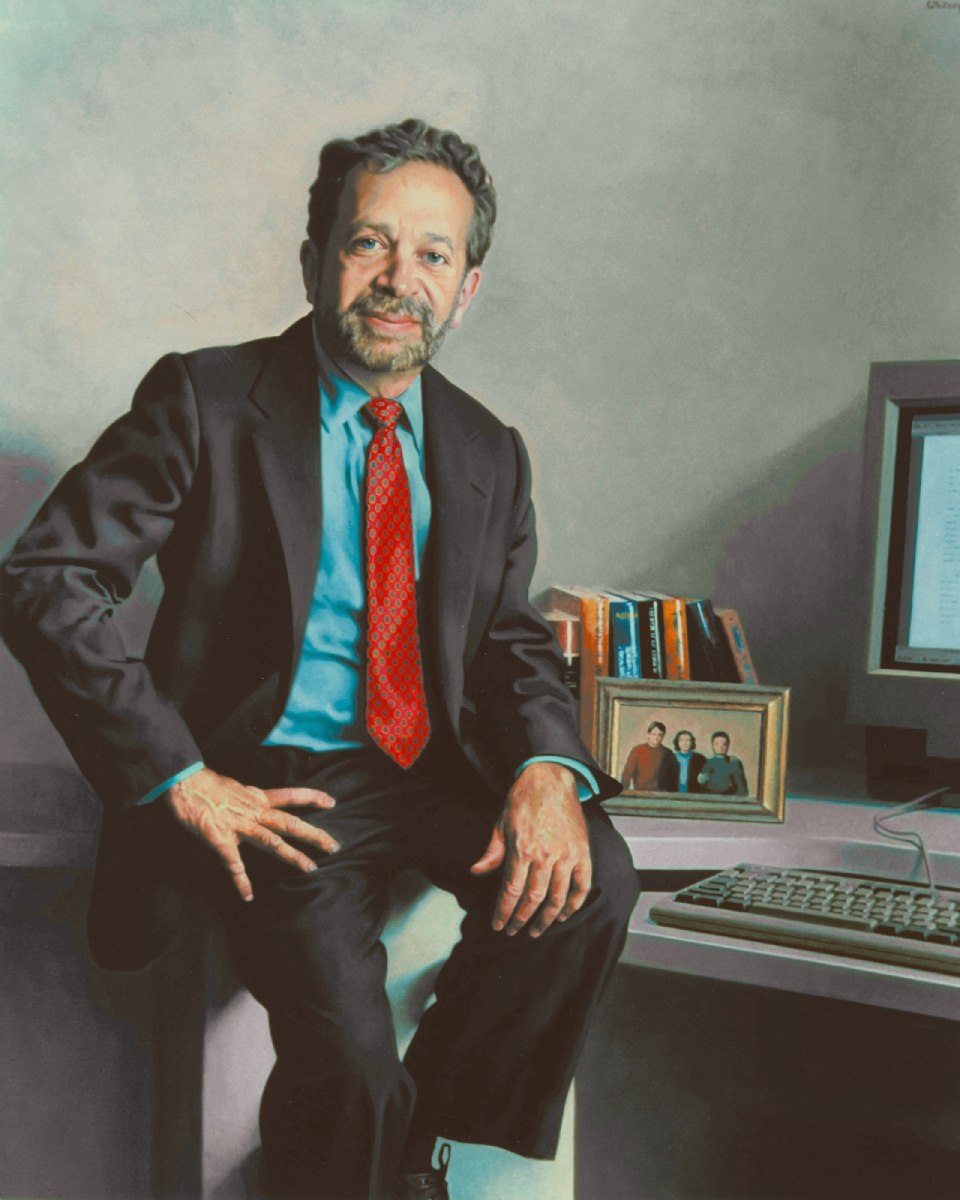
Robert Reich (1993)

Robert B. Reich [raiš] (* 24. června 1946, Scranton, Pensylvánie) je americký právník, ekonom a politik, ministr práce v první administrativě Billa Clintona. Je profesorem veřejné politiky na Kalifornské univerzitě v Berkeley a píše politické komentáře pro řadu časopisů i televizních programů.

## Život a působení
Narodil se v průmyslovém Scrantonu v Pensylvánii v rodině drobného obchodníka a ve škole trpěl šikanou pro svoji malou postavu. Roku 1968 absolvoval s vyznamenáním Dartmouth College a získal stipendium ke studiu filosofie, politiky a ekonomie na Oxfordské univerzitě, současně s Billem Clintonem. Po návratu vystudoval práva na Yaleově univerzitě, kde mezi jeho spolužáky byli manželé Clintonovi a řada budoucích demokratických politiků. Po promoci pracoval jako asistent na ústavním soudu a v letech 1980-1992 přednášel na Harvardově univerzitě, Kennedy School of Governement. Od roku 1992 pracoval s Billem Clintonem v kampani a pak jako poradce a ministr práce. Roku 1996, po Clintonově druhém zvolení, Reich na úřad resignoval a stal se profesorem na Brandeis University. Roku 2002 kandidoval na úřad guvernéra státu Massachusetts, skončil však druhý. V roce 2003 obdržel v Praze Cenu Vize 97, kterou uděluje nadace manželů Havlových.

## Postoje
Robert Reich je vlivný komentátor politického dění a nezdráhá se zřetelně vyjádřit k aktuálním politickým otázkám. Říká, že v moderních společnostech roste moc spotřebitelů a vkladatelů na úkor moci občanů a zaměstnanců, což podle jeho názoru dlouhodobě ohrožuje demokracii. Je zastáncem progresivní daně z příjmu i jiných opatření, která by snížila příjmovou nerovnost. Je ostrým odpůrcem trestu smrti, zastává se však volného potratového zákonodárství. V otázce výše zdanění varuje před populismem a cituje O. W. Holmese: „Daně jsou cena, kterou platíme za civilizovanou společnost“. Na svých stránkách ostře vystupoval proti prezidentské kandidatuře Donalda Trumpa a po jeho zvolení proti některým jeho rozhodnutím a upozorňuje na sliby, které porušil.
Robert Reich je též aktivní na YouTube, kde má svůj kanál, ve kterém mluví o aktuálních událostech, o společnosti a především o ekonomice.